# L'Enfant perdue
L'Enfant perdue (Storia della bambina perduta) est un roman écrit par Elena Ferrante et publié en 2014 en Italie par E/O.
C'est le roman qui conclut la tétralogie L'Amie prodigieuse débutée en 2011 avec le premier opus homonyme, suivi par Le Nouveau Nom en 2012 et Celle qui fuit et celle qui reste en 2013.